# Jean-Michel Javaux
Jean-Michel Javaux (ur. 24 listopada 1967 w Liège) – belgijski (francuskojęzyczny) polityk i samorządowiec, w latach 2003–2012 współprzewodniczący Ecolo (początkowo jako sekretarz, następnie jako współprzewodniczący), w latach 2006–2024 burmistrz Amay.

## Życiorys
Ukończył szkołę średnią w Fillmore w stanie Nowy Jork. W 1990 uzyskał licencjat ze stosunków międzynarodowych na Université Libre de Bruxelles, a w 1991 magisterium na University of Hull. Pracował krótko jako menedżer ds. handlu międzynarodowego w przedsiębiorstwie z Brabancji.
Zaangażował się w działalność polityczną w ramach Ecolo, był asystentem parlamentarzystki Martine Schüttringer i członkiem rady administracyjnej Université Libre de Bruxelles. W latach 1994–1999 zasiadał w radzie miejskiej Amay, a w latach 1999–2003 w Parlamencie Regionu Walońskiego i Parlamencie Francuskiej Wspólnoty Belgii. Jako przewodniczący wchodził w skład komitetu młodzieżowego ds. stosunków międzynarodowych (CRIJ). W lipcu 2003 został wybrany jednym z trzech sekretarzy (liderów partii) i rzecznikiem prasowym Ecolo; pełnił tę funkcję razem z Claude’em Brouirem i Evelyne Huytebroeck (w 2004 zastąpioną przez Isabelle Durant). Następnie po przekształceniu stanowiska w jednego z dwóch współprzewodniczących na stanowisku towarzyszyły mu Isabelle Durant (2007–2009) i Sarah Turine (2009–2012). Po głosowaniu listopadzie 2012 zastąpili ich Emily Hoyos i Olivier Deleuze. W 2006 wybrany burmistrzem Amay, uzyskiwał reelekcję w 2012 i 2018. Zakończył pełnienie funkcji w 2024.
Żonaty z Marie, ma czworo dzieci.